# Debra Genovese
Deborah Kay „Debra“ Genovese (* 9. März 1955 in Rockford, Illinois) ist eine ehemalige US-amerikanische Rennrodlerin.
Genovese wurde 1978 Nordamerikameisterin im Rodeln. 1979 belegte sie bei der Meisterschaft der AAU sowie der Nordamerikameisterschaft Dritte. Im Jahr darauf, 1980, konnte sie sich für die Olympischen Winterspiele in Lake Placid qualifizieren. Dort erreichte sie nach vier Läufen den 15. Platz.
Genovese hat am Elgin Community College eine Ausbildung zur Zahnarzthelferin absolviert und 1974 abgeschlossen.